# Martin Sancassani

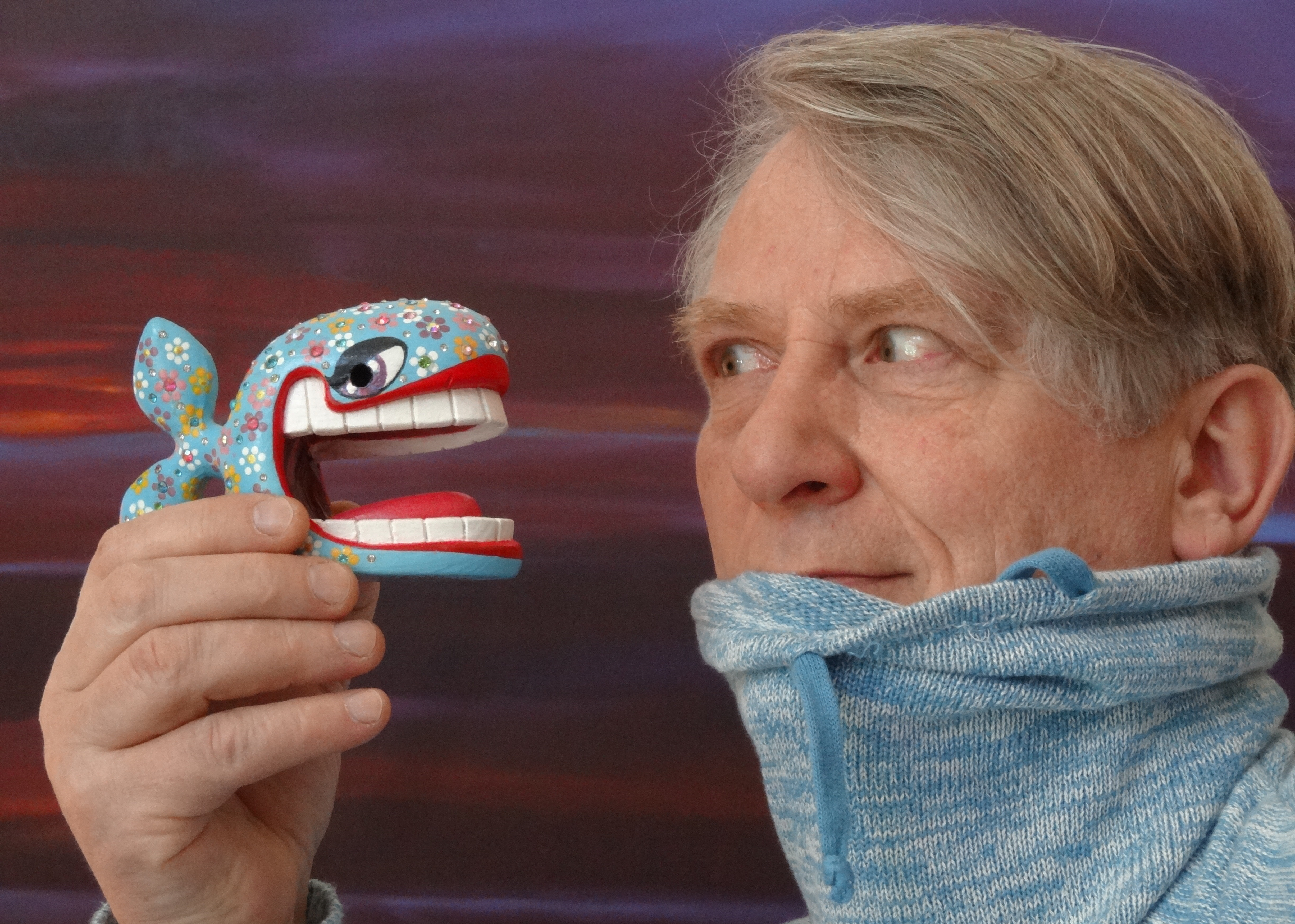
Martin Sancassani, 2018

Martin Sancassani (geb. 1957 in Hamburg als Martin Georg Grunwaldt) ist ein deutscher Musiker, Künstler und Jugendtherapeut.

## Leben
Mit 17 Jahren erlernte er das Handwerk des Lithographen. 1981 begann er eine Karriere im Musikbusiness als Songwriter, Sänger und Performer mit der Gründung der New-Wave-Gruppe Große Freiheit. Zwei Werke wurden unter dem ZickZack-Label von Alfred Hilsberg veröffentlicht. 1987 gründete sich seine nachfolgende Band Grunwaldt und Bley unter dem Produzenten Klaus Voormann. Die Band hatte zahlreiche Fernsehauftritte und war 1987 Support Act bei der Tournee der Band Red Hot Chili Peppers. 1989 folgte das Soloprojekt Springtime, veröffentlicht unter dem Label Chrysalis Records. Die letzte Veröffentlichung Rückblende erschien 2001 auf dem Label KdF.
2007 begann Sancassani mit dem Bau von Kistengitarren aus Zigarren- und Sektkisten. Parallel dazu schloss er eine Ausbildung in systemischer Sozialtherapie ab und widmete sich sozialen Jugendprojekten. Zeitgleich mit dem Bau der Kistengitarren entwickelte er, zunächst ebenfalls für therapeutische Zwecke, die „Freufische“.
Martin Sancassani ist verheiratet und lebt in Schwerin.

## Diskografie
- Die Moschusfunktion, Große Freiheit, ZickZack (1981)
- Ein Mann Zuviel, Große Freiheit, ZickZack (1982)
- Shout It Loud / Sing es laut, Grunwaldt & Bley, EMI (1987)

Soloprojekte:
- Springtime, Chrysalis (1989)
- Rückblende, KdF (2001)